# Limnophora lindneri
Limnophora lindneri este o specie de muște din genul Limnophora, familia Muscidae, descrisă de Paterson în anul 1956.
Este endemică în Tanzania. Conform Catalogue of Life specia Limnophora lindneri nu are subspecii cunoscute.